# Royauté romaine
753 av. J.-C. – 509 av. J.-C.
Entités suivantes :
- République romaine

La Royauté romaine (en latin : Regnum Romanum) est la première et la plus méconnue des périodes de l'histoire de la Rome antique. Selon la tradition, la royauté commence avec la fondation de Rome par Romulus et Rémus en l'an 753 av. J.-C., et se termine à la révolution de 509 av. J.-C. qui chasse le dernier roi, Tarquin le Superbe, pour instaurer la République romaine. Les historiens romains identifient sept rois : Romulus (avec selon certaines sources Titus Tatius), Numa Pompilius, Tullus Hostilius, Ancus Marcius, considérés comme plus ou moins légendaires, puis des rois d'origine étrusque : Tarquin l'Ancien, Servius Tullius et Tarquin le Superbe.
Les récits des auteurs antiques rédigés plusieurs siècles après la période de la royauté sont plus ou moins largement mis en doute par la critique historique moderne, qui en souligne la faible fiabilité en raison d'éléments légendaires ou anachroniques, et de son caractère orienté, idéalisant les premiers rois pour noircir le dernier Tarquin.
À l'issue de cette période, Rome apparaît, lorsque l'archéologie complète la tradition, comme une cité-État organisée, avec ses temples et son urbanisation, la principale ville du Latium ouverte aux influences grecques et étrusques.
En toutes circonstances, il convient d'éviter l'expression "monarchie romaine" qui crée une confusion avec le régime impérial.

## Sources

### Sources littéraires antiques
L'histoire écrite de la royauté romaine ne nous est parvenue que de façon fragmentaire par Quintus Fabius Pictor, le plus ancien des historiens romains, qui écrit vers 260 av. J.-C., soit plusieurs siècles après cette période. Deux siècles plus tard, d'autres auteurs comme Tite-Live, Denys d'Halicarnasse, Plutarque, Varron donnent des récits plus complets en s'appuyant vraisemblablement sur celui de Pictor, et peut-être sur des auteurs grecs comme Aristote et Timée de Tauroménion qui mentionnent Rome. Aucune archive écrite n'étant disponible pour ces auteurs antiques, on pense que Pictor se base sur des traditions orales, légendes populaires et évocations des ancêtres des anciennes familles aristocratiques, chantées lors des banquets si l'on en croit Caton l'Ancien, ou récitées lors des oraisons funéraires.
Concilier les récits grecs présentant le héros troyen Énée comme fondateur de Rome avec la légende romaine de Romulus pose un problème chronologique, qu'une filiation entre Énée et son petit-fils Romulus ne résolvait pas, alors que Timée fixait la fondation de Rome en 814 av. J.-C., tandis qu'Ératosthène plaçait la chute de Troie en 1184 av. J.-C. L'insertion du règne de douze rois d'Albe la Longue permit de définir un lien chronologique entre les deux héros,.
Selon la tradition, rapportée notamment par Tite-Live, après la guerre de Troie, Énée traversa la Méditerranée et fonda la ville de Lavinium en Italie. Son fils Ascagne fonda la ville d'Albe la Longue. De cette famille naquirent les jumeaux Romulus et Rémus.

### Critiques des sources
Dès la Renaissance, un courant hypercritique s'oppose à ceux qui accordent une part de vérité historique aux récits des premiers siècles de Rome. Parmi ces critiques, Theodor Mommsen (1817-1903) considère que les récits des origines sont un moyen de propagande pour les Romains des périodes postérieures, qui se forgent un passé prestigieux. Un de ses élèves, Ettore Pais (1856-1939), passe au crible ce qu'il considère comme le fruit d'une « spéculation littéraire tardive et même d'une falsification délibérée » et établit une chronologie des faits précis. Les historiens suivants, au XXe siècle, négligent l'événementiel et l'anecdotique, pour s'intéresser aux institutions, aux structures économiques et aux faits religieux.
Parmi les approches critiques du XXe siècle, le philologue et comparatiste Georges Dumézil (1898-1986) analyse les mythes romains dans son étude sur l'héritage indo-européen à Rome, publiée en 1949. Il voit dans la succession des premiers rois un exemple des fonctions tripartites indo-européennes : Romulus le fondateur et le pieux Numa Pompilius exerçaient la fonction souveraine, à la fois organisatrice et sacerdotale, Tullus Hostilius la fonction guerrière, et Ancus Marcius le bâtisseur la fonction productrice. Il retrouve les mêmes caractéristiques dans la triade des dieux majeurs : Jupiter, Mars et Quirinus. Dans Mythes et Épopées, Dumézil établit des parallèles entre le schéma narratif des luttes contre Porsenna à la fin de la période royale et les grands mythes opposant les Bons aux Mauvais tels le Mahabharata indien ou le Ragnarök nordique, et rapproche les héros borgnes Horatius Coclès et Odin, ou manchots Mucius Scaevola et Týr. L'explication de Dumézil des récits des origines de Rome, considérés comme pseudo-historiques et transposés de mythes indo-européens a rencontré l'adhésion surtout en France, mais est minimisée ou combattue ailleurs. Les découvertes archéologiques qui confortent en partie les récits des origines tempèrent l'analyse hypercritique de Dumézil et la repositionnent comme un outil d'étude de la religion romaine.

### Apports de l’archéologie

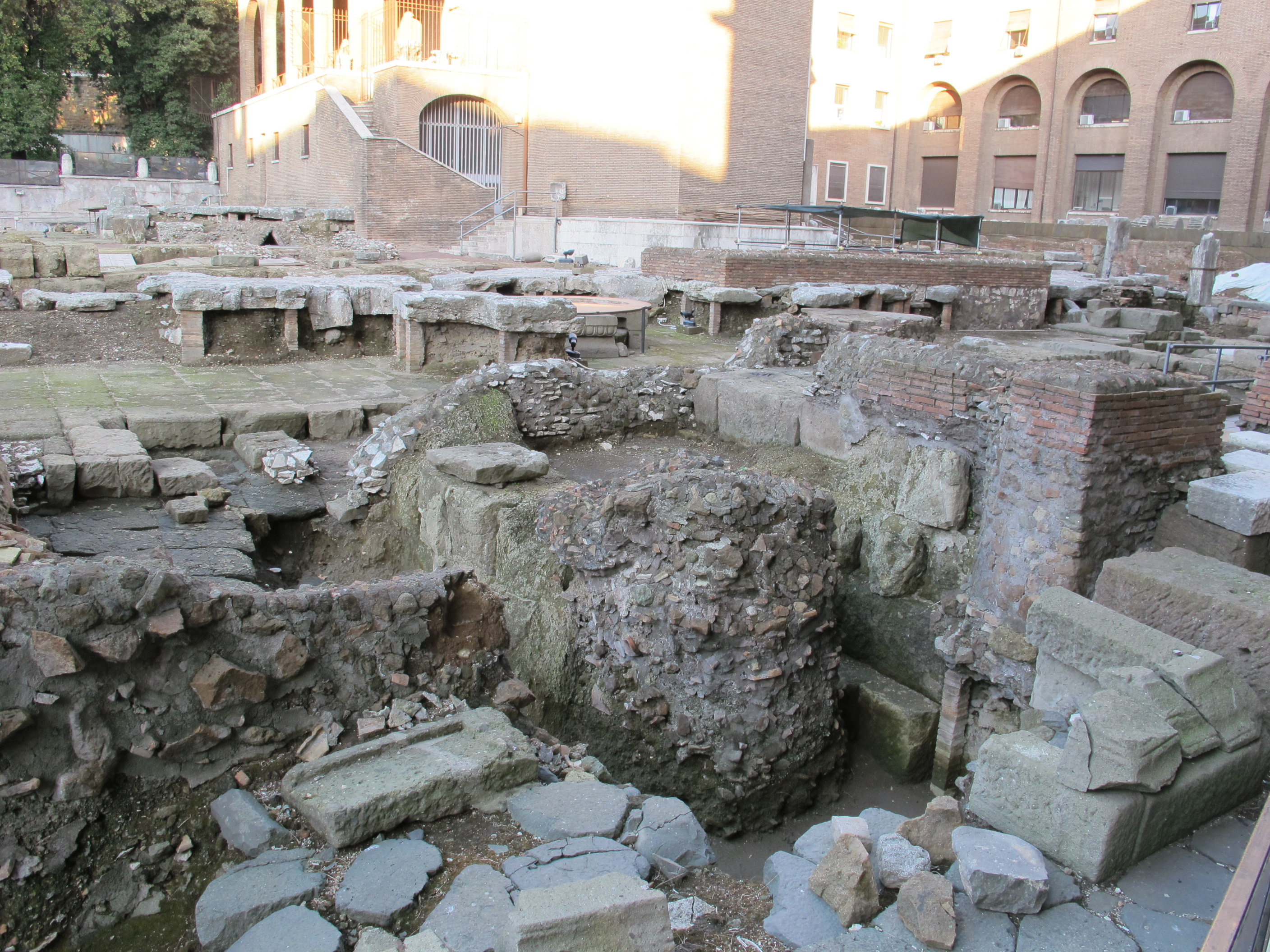
Aire archéologique de Sant'Omobono, au pied du Capitole - Vélabre

À Rome même, de nombreux vestiges des époques préroyale et royale ont été fouillés au cours du XXe siècle avec des méthodes de plus en plus fines : les découvertes réalisées à partir de 1899 par Giuseppe Boni et ses successeurs, publiées de 1953 à 1973 par le Suédois Einar Gjerstad dans un important inventaire des éléments archéologiques. Toutefois, leurs datations et la théorie de formation de Rome par un synœcisme unissant des villages implantés sur les collines sont depuis remises en cause. Dans ces études, le Latium n'apparait au VIIIe siècle av. J.-C. que comme une structure pré-urbaine, et Rome comme des villages dispersés sur les collines. Les fouilles ultérieures suscitent des questionnements sur cette vision qui situe l'apparition d'une véritable cité-État à partir du milieu du VIIe siècle av. J.-C., soit au moins un siècle après Romulus. Les fouilles que mène Andrea Carandini depuis 1985 ont mis au jour des murailles au pied du Palatin, qualifiées de « murs romuléens », tandis que d'autres trouvailles sont datables du VIIIe siècle av. J.-C., comme un dépôt votif sur le Capitole ou à l'emplacement des curiae veteres, endroit où Romulus aurait installé les premières curies.
L’archéologie observe pour la période de la royauté romaine un net enrichissement des tombes avec la présence d’objets de luxe importés (quatrième phase, dite orientalisante, de -730 à -570 pour la chronologie de Müller-Karpe-Peroni). Les céramiques grecques, notamment corinthiennes, et étrusques, les reliefs décoratifs en terre cuite sont présents dans tout le Latium, y compris à Rome, et attestent des contacts précoces avec les commerçants grecs. À Rome même, les fouilles réalisées sur les sites de la Regia, du Comitium et du forum Boarium autour de Sant'Omobono montrent les premières installations urbaines dans la seconde moitié du VIIe siècle, puis l'essor de constructions publiques et religieuses entre 590 et 570 av. J.-C., puis une nouvelle phase vers 540-530 av. J.-C., avec la transformation d'édifices antérieurs et la construction de nouveaux édifices.
Hors de Rome, les peintures murales de la tombe étrusque de Vulci dite tombe François constituent un document exceptionnel. Elles figurent et nomment des personnages en rapport avec des Étrusques cités par les Annalistes romains : Cneve Tarchu Rumach, qu'on peut transcrire en Cnaeus Tarquin de Rome, Mastarna, autre nom de Servius Tullius, les frères Caile et Aule Vipinas à rapprocher de Caelius Vibenna et Aulus Vibenna.

## Les rois et leurs réalisations selon les annales antiques
Fabius Pictor accorde une durée de 245 ans à la période monarchique, soit sept générations de 35 ans. On ignore si cette série est à l'origine du dénombrement traditionnel de sept rois à Rome, ou si à l'inverse la succession des rois s'est étalée sur 245 années. Heurgon considère comme probable qu'il y a eu des rois que l'histoire de Fabius Pictor n'a pas retenus, à preuve les huit statues archaïques dressées au Capitole et supposées être les rois de Rome, sans que l'on sache qui est le huitième, quoique Dion Cassius dise qu'il s'agit de Brutus.
Les annalistes romains suivent la liste établie par Fabius Pictor, avec une première série de rois latins et sabins, présentés comme des souverains dévoués à l'État, aux mœurs patriarcales et respectueux des grandes familles, les gentes, puis une série de trois rois étrusques à la puissance absolue, novateurs, riches et violents. À chaque souverain, les auteurs antiques attribuent une ou des contributions particulières dans la création des institutions romaines et dans le développement socio-politique de la cité. Si ces institutions et ces faits semblent généralement réels, la critique historique considère que leurs attributions sont mythiques, surtout pour les quatre premiers souverains :
- Romulus est considéré comme le fondateur de la ville, à laquelle il donna ses principales institutions civiles comme le Sénat, les premières tribus et les premières extensions du territoire contrôlé par Rome ;
- Numa Pompilius aurait créé les principaux sacerdoces et les fêtes religieuses, et le premier calendrier romain de douze mois ; selon la tradition, il aurait eu une dévotion particulière à Fides et aurait appris aux Romains le serment par Fides, le plus important des engagements[A 3]. Qu'elle soit ou non inspirée par Numa, cette Fides qui établit des obligations réciproques entre les hommes, ou entre les hommes et les dieux, reste comme un fondement du droit et de la religion romaine[16] ;
- Tullus Hostilius, en battant et en annexant Alba Longa, amorça l'expansion territoriale dans le Latium ;
- Ancus Marcius aurait pris le contrôle des bouches du Tibre et fondé Ostie, port de Rome ;
- Tarquin l'Ancien, venu de la cité étrusque de Tarquinia aurait transformé Rome par ses constructions, dont le temple de Jupiter capitolin et le drainage du forum romanum par la Cloaca Maxima ;
- Servius Tullius, d'origine obscure, aurait organisé l'État, en répartissant la population en tribus territoriales et en centuries, pour organiser la conscription militaire par classes de cens. Il aurait construit la première enceinte fortifiée (dite muraille servienne) ;
- Tarquin le Superbe, venu au pouvoir en assassinant Servius, provoque la haine de la royauté par son comportement tyrannique et les exactions de ses fils. Le fameux viol de Lucrèce par son fils Sextus Tarquin aurait suscité la révolution républicaine.

## La royauté

### Lerex

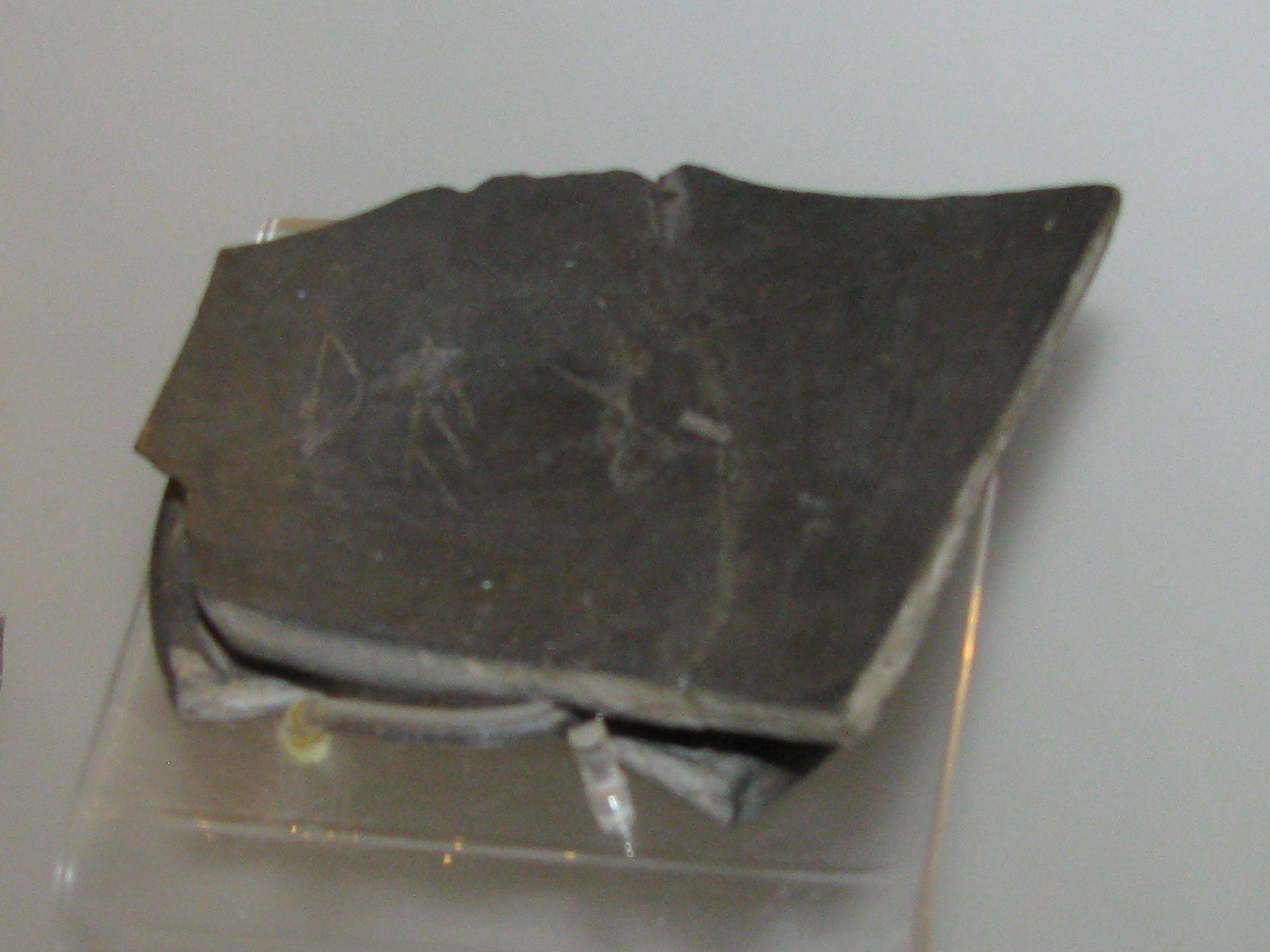
Fragment de coupe en bucchero étrusque, avec l'inscription (REX, en alphabet étrusque), trouvé en fouillant la Regia. Diamètre du pied : 9.3 cm

Le nom même du roi, rex, témoigne de son antériorité à la période étrusque et de son archaïsme par son étymologie indo-européenne, qu'on retrouve dans le celtique rix, le vieil irlandais ri, et le sanscrit rajan. Le terme proto-indo-européen *reg est issu de la racine signifiant « tendre, étirer en ligne droite, redresser », Émile Benveniste pense qu'il désignait « celui qui détermine ce qui est droit », et était le titre d'un chef garant de l'ordre moral et social, avec peut-être des fonctions à caractère religieux, comme la délimitation des espaces sacrés ou des frontières.

### L'accession à la royauté
Les mécanismes d'accession au trône sont difficiles à déterminer. La royauté romaine n'est pas héréditaire, ni transmise par adoption : les rois, à l'exclusion de Romulus, fondateur de la ville, étaient choisis à vie. Selon la tradition, aucun roi n'eut à faire usage des armes pour prendre le pouvoir, ce qui fait dire aux historiens romains que les rois anciens étaient choisis en fonction de leurs vertus et non pas de leurs origines. Mais cette tradition narrant leur arrivée au pouvoir est peu crédible, et traduit surtout une vision de l'époque républicaine d'un pouvoir royal idéalisé et émanant du peuple. Selon Pierre Grimal, Rome était une proie facile par sa population composite et sa position géographique à la limite des pays latins et étrusques et exposée aux raids des montagnards sabins. Si la tradition minimise les luttes pour l’accession au trône, l’alternance de roi latin et de roi sabin pourrait résulter d’un compromis entre les deux éléments ethniques les plus nombreux, tandis qu’il est possible que les Tarquins aient ensuite pris le pouvoir par la force, peut-être en s’appuyant sur les émigrés étrusques installés à Rome.
D'après Cicéron, Tite-Live et Denys d'Halicarnasse, une assemblée du peuple formée des senes (hommes mûrs) et des patres familiarum aurait élu le successeur du roi défunt, choix ensuite ratifié par le sénat. Cependant, cette royauté émanant du peuple est peu crédible. En réalité, l'accession au trône des rois de Rome émanerait plutôt du Sénat, un conseil aristocratique composé des grandes familles patriciennes. Les Patres réunis en Sénat nomment un rex, provisoirement doté du pouvoir durant l'interrègne. Les Patres sélectionnaient dix d'entre eux pour trouver un candidat apte, qui pouvait être un étranger. Le Roi est ensuite investi par les comices curiates mais n'est définitivement nommé qu'après que les augures confirment que la décision est favorable,. La pratique d'assurer l’intérim du pouvoir par un interroi issu du Sénat date visiblement de l'époque royale, car elle perdure pendant la République. La Royauté romaine est l'un des plus anciens cas de monarchie élective connu.
La tradition romaine présente ensuite pour les rois étrusques des successions par les femmes, faisant succéder le gendre à son beau-père, avec l'appui de sa belle-mère (Tanaquil et Servius Tullius) ou de son épouse (Tullia Major puis Tullia Minor pour Tarquin le Superbe). Si ces épisodes témoignent pour les historiens modernes de l'importance des aristocrates féminines dans la société étrusque, ils confortent les Romains dans leur désapprobation de l'ambition et de l'audace des épouses.

### Le pouvoir royal
On ne sait pas quelle est la nature et l'étendue exacte du pouvoir royal, c'est-à-dire si le roi était soumis à une assemblée, dans quelle mesure il régnait, et dans quelle mesure il gouvernait réellement. Le roi disposait de l’imperium, pouvoir principalement militaire qui lui était conféré lors de son investiture par deux actes à caractère religieux : la prise des auspices, qui assurait de la volonté favorable des dieux, puis l'imposition sur la tête de la main droite de l’augur, prêtre qui lui communiquait la force surnaturelle. Il semble que l'imperium dont le roi est investi soit ensuite confirmé par l'assemblée des Comices curiates représentant le peuple romain, par l'expression d'une loi dite lex curiata de imperio. Cette cérémonie subsiste comme un rituel purement formel sous la République, survivance qui atteste son ancienneté.
Si la fonction sacrée de Pontifex maximus est créée selon la tradition par Numa Pompilius, les pouvoirs religieux du roi sont importants et son rôle rituel essentiel, mais mal connu. Les magistrats qui succèdent à la période de la royauté ne récupèrent pas cette fonction rituelle, qui est confiée à un rex sacrorum.
Par ses pouvoirs religieux, le roi intervenait pour dicter le calendrier : aux Calendes, donc le premier jour du mois, le roi offrait un sacrifice et un pontife mineur convoquait les Romains pour les Nones, le 5 ou le 7 du mois. Ce jour-là, devant l'assemblée, le roi prescrivait quels jours du mois seraient fastes ou néfastes, c'est-à-dire quand il serait permis ou non de rendre la justice et de convoquer l'assemblée. Selon un rite célébré sous la République, le 24 février, le rex sacrorum offrait un sacrifice puis s'enfuyait en toute hâte. Si l'on considère généralement que ce simulacre de fuite évoquait l'exil des Tarquins, selon Heurgon, le roi effectuait aussi ce rite antérieurement à l'expulsion des Tarquins. La cérémonie avait alors forcément une signification différente, probablement pour indiquer par cette fuite symbolique que l'année se terminait.
Le rôle judiciaire du roi est objet de débat : certains pensent qu'il laissait au pater familias l'exercice des droits sur ceux qui dépendaient de lui, mais d'autres estiment que son pouvoir religieux était inséparable d'un pouvoir judiciaire qui en faisait l'arbitre nécessaire des rivalités entre les gentes ou entre les familles de la cité. Les indices d'intervention du roi dans la sphère privée sont ténus : la loi par laquelle Numa Pompilius interdisait au père de vendre son fils comme esclave est incertaine. Dans la légende des Horaces et des Curiaces, Tullus Hostilius évoque devant son tribunal le cas d'Horace meurtrier de sa sœur, sous l'accusation de perduellio (haute trahison), alors que l'affaire est de la compétence du pater familias. La création des quaestores parricidii, chargés d'instruire les affaires de parricidium (crime de nature inconnue, assimilé ultérieurement au parricide) paraît remonter à l'époque royale. Le châtiment de ces crimes présente un aspect d'expiation magique, qui témoigne du lien entre la justice royale et le sacré : cousu dans un sac et jeté dans le Tibre pour punir le parricidium, pendu à un arbre voué aux divinités infernales pour la perduellio. Pour d'autres châtiments, le coupable est déclaré maudit (sacer), ce qui autorise quiconque à le tuer. Les licteurs des rois étrusques, porteurs de verges et de haches, désacralisent les exécutions, et confirment le rôle judiciaire du roi.

### Les institutions
Le Sénat (de 100 membres) est, selon la tradition, créé par Romulus. Tarquin l'Ancien aurait ajouté cent membres au Sénat, et l'extension du territoire de Rome s'accompagna de l'ajout de nouveaux sénateurs, pour atteindre trois cents à la fin de la royauté. Le Sénat rassemblait les chefs des familles les plus influentes, ses prérogatives précises sont indéterminées. Son rôle est fondamental lors des interrègnes, car il récupère la faculté d'établir les auspices, selon une formule qui perdure sous la République. Selon ce qu'indique Cicéron, le Sénat n'est qu'un conseil consultatif.
Les comices curiates forment une assemblée de 30 membres qui est élue à partir de collèges tribaux dont la tradition fait également remonter l'origine à Romulus. Trois collèges (Tities, Ramnes, Luceres) dont la composition a donné lieu à de nombreuses hypothèses, sont subdivisés en dix curies (curiae) et élisent chacun dix membres.
Le roi nomme ses propres assistants, leur déléguant des pouvoirs spécifiques. Le Sénat, dominé par l’aristocratie, sert de conseiller au roi. Il arrive souvent que le roi demande au Sénat de gérer divers problèmes, mais il est libre d’ignorer ses conseils, quitte à passer pour un tyran comme Tarquin le Superbe. Le roi peut également demander l’avis des comices curiates. Celles-ci représentent un moyen pour le peuple de Rome d’exprimer ses opinions. Mais comme pour le Sénat, le roi peut passer outre le vote de cette assemblée pour prendre ses décisions.

### Les attributs royaux
Les auteurs anciens sont d'accord sur l'origine étrusque des insignes du pouvoir royal, mais divergent sur l'origine de leur introduction à Rome. Strabon et Denys d'Halicarnasse l'attribuent à Tarquin l'Ancien.
Les insignes royaux matérialisaient l’imperium : le roi est précédé de douze licteurs porteurs des faisceaux de verges avec une hache, symbolisant le pouvoir de justice et de coercition.
Le roi s'assoit sur un siège d'ivoire, le siège curule, porte le sceptre orné d'un aigle et la couronne d'or. Il porte la toge de pourpre (toga picta),, quoique, pour Tite-Live, le roi n'aurait porté que la toge prétexte (toga praetexta). Certains de ces insignes assimilent le roi à Jupiter, le roi des dieux, et confèrent à la royauté une signification religieuse.

## Histoire de Rome durant cette période

### Contexte à la fondation de Rome
L’archéologie a constaté que depuis le Xe siècle av. J.-C., la région enregistre un lent développement de l’agriculture dans toute la zone du Latium avec l’implantation de nombreux villages, dont Rome n’est qu’un parmi d’autres (Ardée, Lavinium, Albe la Longue, etc.). Les Latins et donc les Romains cultivent des céréales pauvres (épeautre ou far et orge), la vigne (Vitis vinifera est attestée dans les tombes du Forum romain) ; l’olivier, le pommier et le figuier sont connus. Comme tous les peuples de la région, la société s'appuie sur le clientélisme et les gens les plus influents dirigent au sein des assemblées appelées les curiae. Ces assemblées sont essentielles pour organiser la défense et la gestion des biens collectifs. La terre est en effet pour partie propriété commune et doit donc être gérée. Chaque maison a son jardin, y compris dans le périmètre de Rome, produisant choux, raves, fèves, lentilles. L’élevage, sur l’ager publicus, est une activité importante, symbole de richesse (le latin pecunia a les deux sens, bétail et richesse). Les Romains élèvent moutons et chèvres pour la viande et le fromage, bœufs, ânes et chevaux comme animaux de trait. Le bœuf est l'animal de trait par excellence pour l'agriculture. L'aviculture ne semble pas être intensivement pratiquée.
Dans les lagunes aux bouches du Tibre on recueille le sel, produit exporté vers les montagnes par le chemin qui deviendra la via Salaria, tandis que les forêts côtières fournissent en abondance le bois. De nombreuses divinités agraires témoignent de l’activité agricole : Liber pour la vigne, Pomone pour les arbres fruitiers, Terminus pour les bornes limitant les champs, etc. La culture romaine de l'époque était pastorale. À partir du VIIIe siècle av. J.-C., l'Italie entière se transforme, les Grecs installent des colonies, les Étrusques étendent leur royaume vers le sud, le commerce s'intensifie, l'agriculture se développe car des Sabins (traditionnellement agriculteurs) s'installent. La tradition dit que la ville accueille voleurs, esclaves en fuite et autres indésirables. De nombreuses villes se créent, tandis que les communautés villageoises ont tendance à régresser. Rome est à la croisée des nouvelles routes commerciales.

### Le développement de Rome

#### Période des premiers rois

Rome et ses voisins aux

Il est difficile de faire la part entre légende et fait historique parmi les récits des victoires attribuées aux premiers rois de Rome. La tradition attribue plusieurs guerres victorieuses à Romulus, contre les Sabins et contre les cités étrusques voisines de Fidènes et de Véies, conclues par une trêve de cent ans, qui permet le règne pacifique de Numa Pompilius.
Au VIIe siècle av. J.-C., à Rome, le rex Tullus Hostilius crée les curiae novae, non pas sur des origines toponymiques ou ethniques, mais en s'appuyant sur les gentilices : c'est la fin du tribalisme. Dans les campagnes les maîtres et les serviteurs vivent une vie commune, en proximité. 
Au VIe siècle av. J.-C., les armées les plus puissantes sont organisées suivant la tactique grecque de la phalange d'hoplites, fantassins lourdement et uniformément armés et protégés. La cavalerie, et plus particulièrement les chars, apanage des gentes aristocratiques, sont marginalisés par ce type de formation militaire. Ce développement militaire a, en Grèce comme en Étrurie et à Rome, facilité la contestation du pouvoir aristocrate ou patricien.

#### Période étrusque

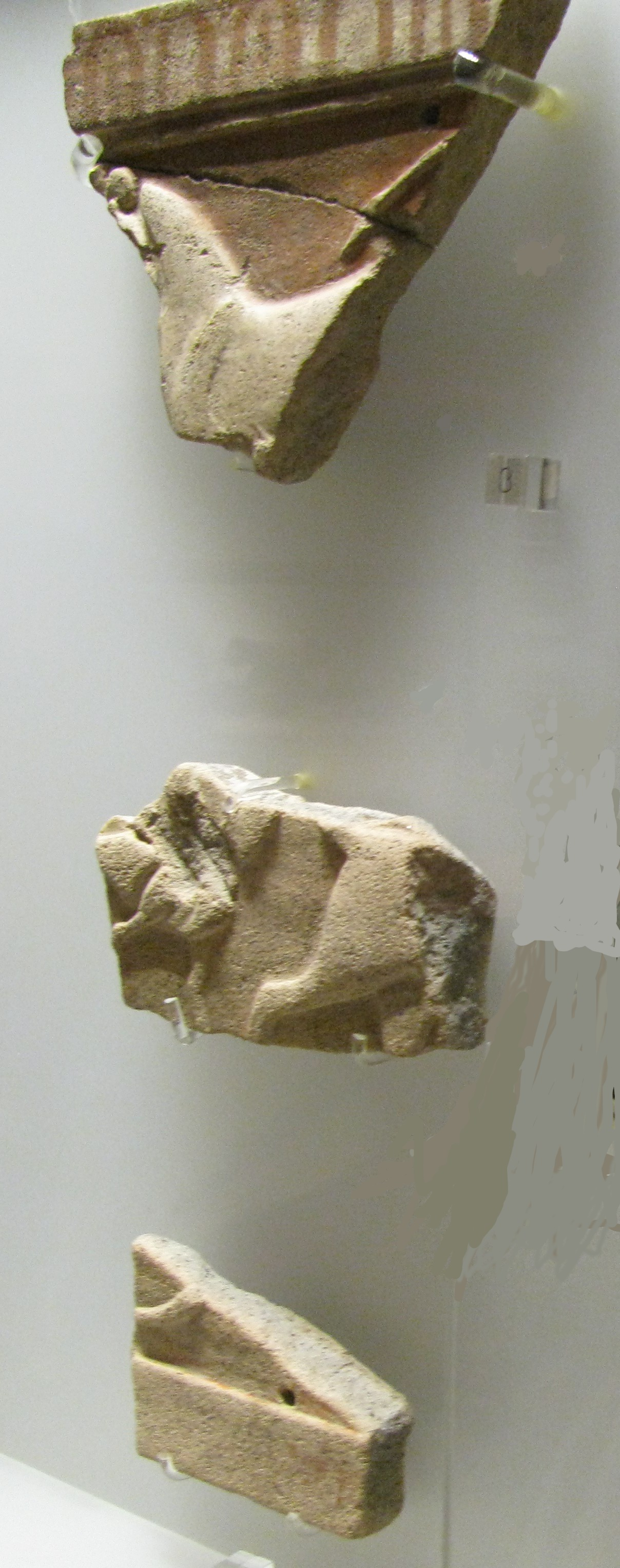
Fragments de terre cuite architectonique, fouilles de la Regia. Section épigraphique du musée des thermes de Dioclétien, Rome

Les trois derniers rois sont qualifiés d'Étrusques en raison de leur origine. Selon Tite-Live et Denys d'Halicarnasse, leur présence ne résulte pas d'une domination étrangère, mais d'une désignation de Tarquin l'Ancien comme roi, suivie de successions combinant des alliances matrimoniales et de petites révolutions de palais : Servius Tullius est le gendre de Tarquin l'Ancien, et sa fille Tullia épouse Tarquin le Superbe. Selon Alain Hus, ces récits falsifient la réalité historique, et Rome a subi la domination étrusque à partir de la seconde moitié du VIIe siècle et durant tout le VIe siècle . Jacques Heurgon adopte l'avis d'Andreas Alföldi et considère que les règnes étrusques résultent de plusieurs vagues d'invasion pour s'emparer du point stratégique sur un passage du Tibre qu'est Rome. Selon eux, ces vagues surviennent dans l'ordre de prépondérance successive des cités étrusques : Tarquinia, d'où sont originaires les Tarquins, puis Vulci, d'où vient Servius Tullius, et même Chiusi, avec Porsenna, voire peut-être d'autres souverains étrusques, négligés par la liste canonique des rois de Rome. Pour Piel et Minéo, les historiens modernes ont renoncé à la théorie d'une invasion étrusque ou du moins de la mise sous tutelle par une cité étrusque. L'hypothèse d'une domination impulsée par Tarquinia puis Vulci est difficile à soutenir car ces deux villes n'ont pas de frontières communes avec Rome. Un consensus s'établit pour considérer ces rois étrusques comme des chefs de guerre, des condottieri, s'installant plus ou moins pacifiquement sans agir pour le compte d'une autre cité, version proche de celles des anciens pour l'arrivée de Tarquin l'Ancien à Rome, ou reflet des peintures de la tombe François de Vulci, montrant un Mastarna, autre nom de Servius Tullius, et ses compagnons les frères Vibenna luttant contre Cneve Tarchunies Rumach, c'est-à-dire Tarquin de Rome,.
L'archéologie témoigne d'une métamorphose de la Rome du VIe siècle av. J.-C. dominée par ces rois : on a découvert la trace d'aménagements monumentaux tel que le drainage et le pavage de la zone du forum, des soubassements en tuf volcanique, de citernes, de terres cuites architecturales décorées. L'architecture de pierre et les toitures de tuiles se substituent aux anciennes cabanes. Des temples sont édifiés, au forum Boarium et sur le Capitole, où la triade Jupiter, Junon et Minerve remplace Jupiter, Mars et Quirinus. Ces grands travaux ont vraisemblablement fait venir à Rome une main-d'œuvre étrusque nombreuse et spécialisée. L'importance de cette phase d'urbanisation est telle que Pierre Grimal considère que le rituel de fondation de Rome attribué à Romulus a été réalisé par les Étrusques, par la délimitation du forum et de ses quatre portes.

#### Réformes serviennes

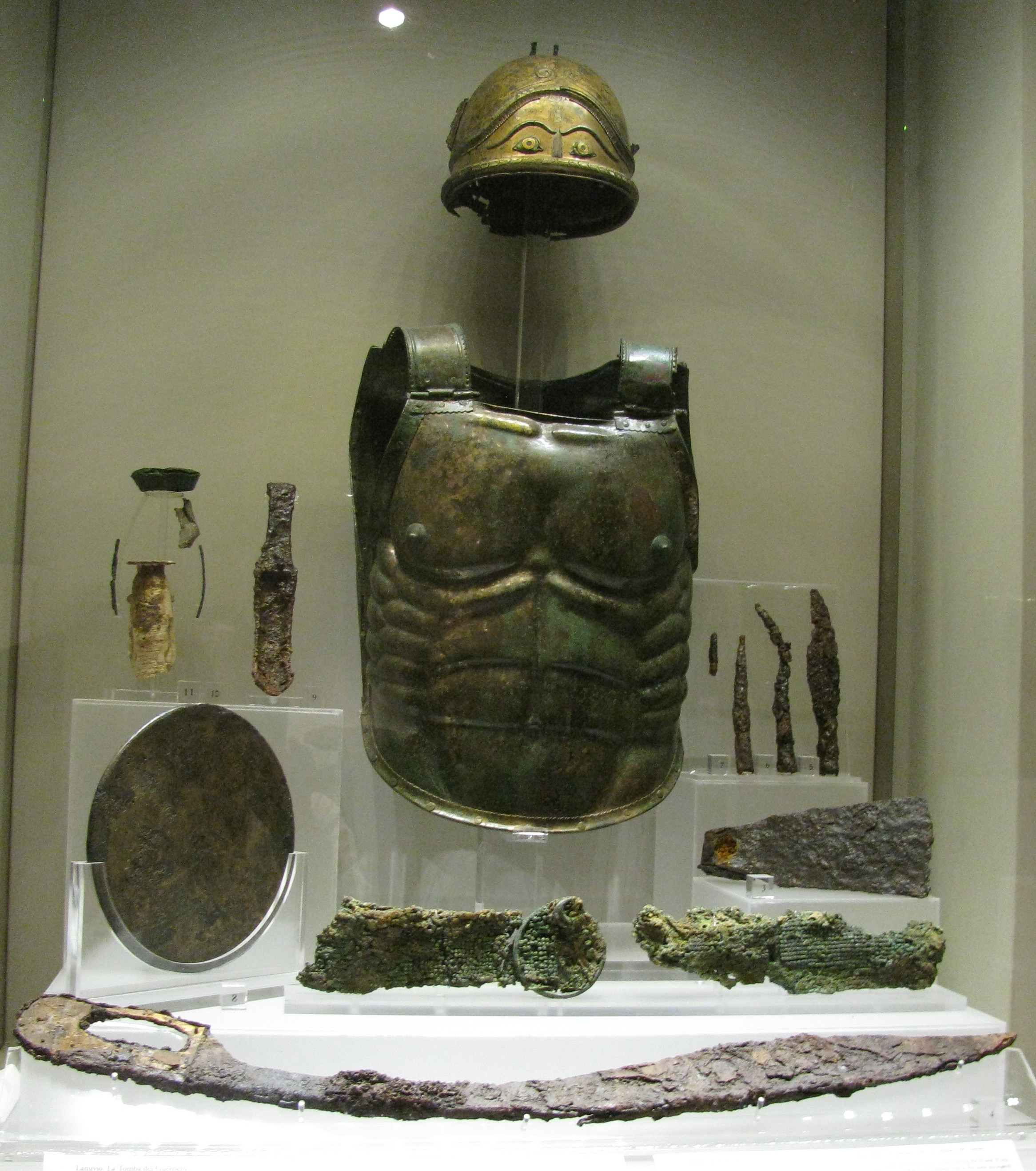
Armement hoplitique, tombe de guerrier du à Lanuvium, voisine de Rome

Selon la tradition, Servius Tullius, premier roi non élu et d'origine inconnue, serait l'inspirateur de l'organisation de l'État romain. Les réformes que décrivent Tite-Live et Denys d'Halicarnasse correspondent dans leur détail à une situation postérieure du IVe siècle av. J.-C. Cependant les besoins d'organisation et de transformation d'une Rome en pleine croissance poussent à admettre une certaine réalité de ces réformes.
Pour pouvoir résister aux invasions extérieures, les rois étrusques de Rome créent leur propre armée d'hoplites. On prête à Servius Tullius des intentions politiques et la volonté de changer donc les fondements de la société romaine : pour échapper aux pressions patriciennes, il cherche à diminuer l'influence des liens sacrés (fides) qui relient les patrons et leurs clients. Il parvient à lier les hommes libres en sodales par la fides pour défendre la cité. Cette relation est fondamentale. Suivant la tradition, il transforme le recrutement de l'armée et par conséquent le rôle de chacun au sein de la cité. Comme le niveau d'équipement d'un hoplite dépend de sa fortune, pour connaître le nombre et le type des combattants disponibles, le cens est créé, basé sur de nouvelles tribus définies par lieu de résidence et non par rattachement à une gens, et sur des classes censitaires subdivisées en centuries, regroupements des citoyens mobilisables selon leur niveau de richesse. Pour augmenter le nombre de citoyens mobilisables, Servius Tullius aurait distribué des terres à des citoyens pauvres, prélevées sur les annexions ayant agrandi l'ager publicus.
Enfin, la mise en défense de la cité est attribuée à Servius Tullius. Il fait entourer la ville d'une haute levée de terre (agger) renforcée de grosses dalles et précédée d'un fossé. Cette fortification est antérieure à la muraille en gros blocs de tuf volcanique improprement dite mur servien.

#### Population
Selon Tite-Live, Servius Tullius effectue le premier recensement par centurie de la population en armes, chiffrée en se référant à Fabius Pictor à 80 000 civites. Dès lors la population augmente constamment : 130 000 en 508 av. J.-C., 157 000 en 498 av. J.-C.. Ces valeurs, qui ne prennent en compte que les hommes mobilisables et correspondraient à au moins 250 000 habitants, sont rejetées par les historiens modernes, qui estiment la population au VIe siècle av. J.-C. entre 20 000 et 30 000 habitants, chiffres similaires à ce que l'on connaît pour d'autres cités, comme l'étrusque Caere, avec la réserve que tout calcul démographique pour l'Antiquité est hypothétique.
La présence d’esclaves et d'affranchis dans la population est présumée pour la période étrusque d’après un passage de Denys, malgré les difficultés d’interprétation de son texte induites par des allusions anachroniques à l’époque d’Auguste. Par ailleurs, le terme servus pour désigner l’esclave n’est pas d’origine latine et selon Émile Benveniste pourrait être d’origine étrusque.

#### Progrès territoriaux
Les historiens romains présentent Romulus, Tullus Hostilius et Tarquin l'Ancien comme belliqueux et conquérants. Si nombre d'historiens doutent de la véracité historique de leurs exploits militaires, le domaine romain, l'ager romanus s'est incontestablement étendu en direction du Latium, mais n'a pas franchi la rive droite du Tibre, qui reste le territoire des cités étrusques de Caere et de Véies.
On admet qu'Ancus Martius a pris le contrôle des salines aux bouches du Tibre, même si l'on n'a pas trouvé de trace archéologique de la fondation d'Ostie que lui attribuent les anciens. Tullus aurait rasé Albe-la-Longue et déporté ses habitants, mais les fouilles menées sur le site d'Albe à Castelgondolfo ne confirment pas et montrent plutôt un abandon progressif à partir de 650 av. J.-C. L’expansion continue sur les villages du Latium avec Tarquin l'Ancien. Le premier traité romano-carthaginois établi juste après la période monarchique, vers 508 ou 507 av. J.-C., indique plusieurs villes latines comme soumises à Rome : Ardée, Antium, Circeii, Terracine, Lavinium. À la fin du VIe siècle av. J.-C., le territoire romain est estimé à 822 km2 par Karl Julius Beloch, ou plus récemment à 2 000 km2 par Filippo Coarelli.

### Fin de la Royauté
La transition entre le règne du dernier roi Tarquin le Superbe et la République romaine est pleine d'incertitudes, autant que les débuts de Rome. Tite-Live dépeint l'arrivée au pouvoir de Tarquin le Superbe comme une tragédie, par une usurpation violente et le meurtre de son épouse pour s'unir à sa belle-sœur. Tite-Live et Denys d'Halicarnasse lui prêtent les traits caractéristiques du tyran grec : hostile aux sénateurs et aux aristocrates, il gouverne seul et arbitrairement, s'entoure d'une garde armée, cherche à s'attirer la faveur populaire par des grands travaux ostentatoires et mène une politique d'expansion. Son expulsion de Rome par Brutus qui instaure la liberté et le consulat est considérée comme légendaire, et serait plutôt due à des rivalités avec le roi de Clusium Porsenna,. La date même de 509 av. J.-C. définie par les annalistes antiques pour cette expulsion paraît suspecte à bien des historiens, par sa coïncidence peut-être artificielle avec un événement similaire survenu à Athènes, l'expulsion des Pisistratides.
Cette révolution est à situer dans une tendance plus générale, durant laquelle commence le recul de la puissance étrusque en Italie du sud tandis que plusieurs autres villes étrusques remplacent le régime royal par un régime aristocratique. Au monarque romain se substitue un collège de magistrats, peut-être d'anciens auxiliaires du roi. Des rois, la tradition romaine ne veut retenir que la tyrannie du dernier, et forger une rhétorique de détestation de la royauté qui se prolonge durant la république jusqu'à motiver l'assassinat de César.

### Influences étrusques et persistance latine

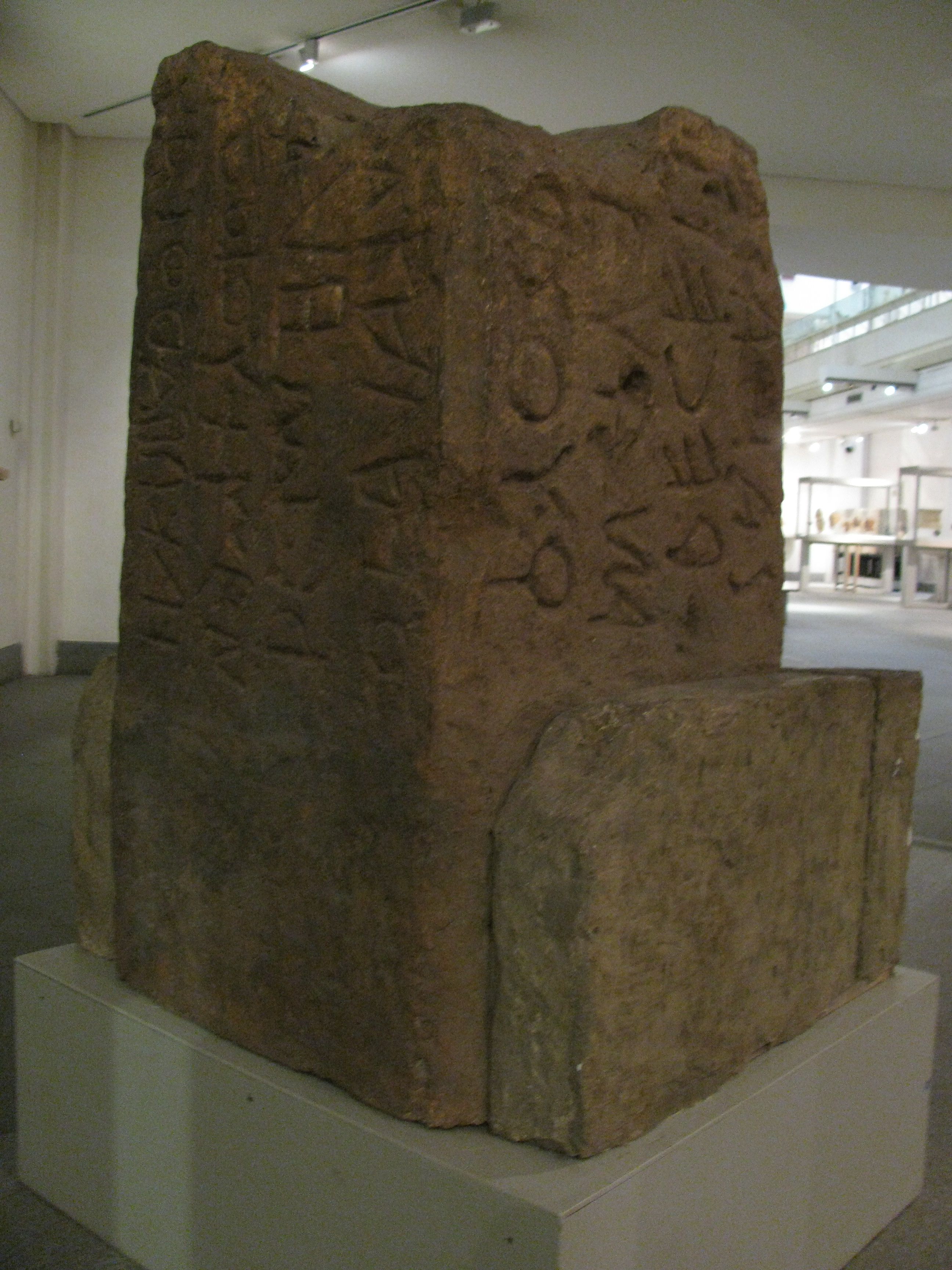
Stèle du Lapis Niger portant le mot REGEI (« au roi ») écrit de bas en haut en alphabet étrusque :

La période des souverains étrusques est marquée par une étrusquisation partielle de Rome, au point que Denys d'Halicarnasse la qualifie de Tyrrhénis polis, cité étrusque. Matériellement, elle devient une vraie ville, avec ses édifices publics en pierre, son forum, ses égouts et ses remparts. Elle s'ouvre au monde des échanges économiques et culturels avec les mondes étrusque et grec et adopte l'usage d'un alphabet étrusque dérivé de l'écriture grecque. Les nouvelles structures sociales et l'organisation de l'armée, les insignes de la souveraineté témoignent de l'influence étrusque. Néanmoins, les Romains gardent une latinité intacte, et conservent leurs anciennes institutions religieuses malgré l'adoption de nouvelles divinités gréco-étrusques et de techniques de divination. Leur langue persiste, comme le prouvent la coexistence parmi les trouvailles archéologiques de quelques inscriptions étrusques et d'autres latines, parmi lesquelles la formule rituelle du Lapis Niger en latin archaïque.

## Résurgences de la royauté romaine

### Moyen Âge
- Au Xe siècle, le titre de roi des Romains a été ressuscité dans le Saint-Empire romain germanique : l'empereur élu portait ce titre jusqu'à son couronnement par le pape.

### Époque contemporaine
- Le titre de Roi de Rome a été porté de 1811 à 1814 par le fils de Napoléon Ier, Napoléon II, futur duc de Reichstadt.